# Contracorriente (álbum de Vainica Doble)
Contracorriente fue el tercer álbum del grupo Vainica Doble. Es un álbum producido por Gonzalo García Pelayo y cuya cubierta original fue diseñada por Iván Zulueta. Los arreglos fueron realizados por el propio grupo con la ayuda de Rafa Gálvez, Pancho Company y Francis Cervera.

## Músicos de estudio
- Guitarra solista, rítmica, slide y voces: Rafa Gálvez
- Bajo, guitarra acústica y voces: Francis Cervera
- Guitarra solista en La Rabieta: Santi Vilaseñor
- Batería : Pancho Company
- Sitar en Eso no lo manda nadie y Déjame vivir con alegría: Gualberto García
- Mandolina en Déjame vivir con alegría y violín en Todo desapareció: Carlos Cárcamo
- Segunda voz en Eso no lo manda nadie: Hilario Camacho
- Guitarra solista en Magnificat': Salvador Domínguez

## Lista de canciones
1. Un mal entendido amor (Respeto y obediencia) - 6:03
2. El oso poderoso - 2:10
3. Que no - 3:20
4. La Rabieta - 4:10
5. Todo desapareció - 4:01
6. Eso no lo manda nadie - 3:27
7. Alas - 3:53
8. Déjame vivir con alegría - 4:07
9. Magnificat - 4:20

- Datos: Q5396394